# Hochsteinberg
Der Hochsteinberg ist ein Berg im Südosten der Gemeinde Kirnberg an der Mank im Bezirk Melk in Niederösterreich.
Der einem langgestreckten Höhenzug der Türnitzer Alpen vorgelagerte Berg stellt mit dieser Lage einen markanten Aussichtsberg dar. Von ihm überblickt man im Norden das hügelige Alpenvorland und im Süden weite Teile der Türnitzer Alpen. Das in der Gipfelregion gelegene Almgasthaus ist über zahlreiche Wanderwege, aber auch mit dem PKW erreichbar. 
Die Volksmusikgruppe Die Hochsteinberger leiten ihren Namen aus dieser Erhöhung ab und es gibt an diesem Standort auch regelmäßig ein Almfest.